# Anteo Fetahu
Anteo Fetahu (* 10. Juli 2002) ist ein albanisch-deutscher Fußballspieler.

## Karriere
Fetahu spielte bis 2017 in der Jugend des FC Ingolstadt 04. Zur Saison 2017/18 wechselte er zur SG Quelle Fürth. Zur Saison 2018/19 schloss er sich dem ASV Neumarkt an. Nach einem Jahr verließ er Neumarkt. Im Januar 2020 wechselte er in die A-Jugend der SpVgg Greuther Fürth. Zur Saison 2020/21 wechselte er zur SpVgg Landshut.
Zur Saison 2021/22 wechselte er zum österreichischen Zweitligisten FC Blau-Weiß Linz, bei dem er einen bis Juni 2023 laufenden Vertrag erhielt. Sein Debüt in der 2. Liga gab er im Juli 2021, als er am ersten Spieltag jener Saison gegen den FC Dornbirn 1913 in der 61. Minute für Philipp Malicsek eingewechselt wurde. In zwei Spielzeiten in Linz kam er zu 21 Zweitligaeinsätzen, in denen er dreimal traf. 2023 stieg er mit Blau-Weiß in die Bundesliga auf.
Nach dem Aufstieg wechselte Fetahu zur Saison 2023/24 aber zum Zweitligisten FC Dornbirn 1913. Für Dornbirn kam er zu 27 Zweitligaeinsätzen, in denen er achtmal traf. Den Dornbirnern wurde aber die Zulassung entzogen, woraufhin das Team aus der 2. Liga absteigen musste. Zur Saison 2024/25 wechselte er daraufhin zum Bundesligisten SCR Altach, bei dem er einen bis 2026 laufenden Vertrag erhielt. Von Altach wurde er aber direkt an den Zweitligisten Schwarz-Weiß Bregenz verliehen. Für Bregenz kam er während der Leihe zu acht Zweitligaeinsätzen.